# Чичамар
Чичамар (иногда встречается написание Чичимар) — левый высокогорный приток реки Тумнин, протекает в Ванинском районе Хабаровском крае на Дальнем Востоке России.
Река берёт начало на восточном склоне хребта Хоми, в распадке между горой Купол (высота 1300 метров) и горой Пик (высота 1508 метров). Течёт в общем юго-восточном направлении по горно-таёжной местности, со всех сторон окружена сопками с высотой порядка 700 метров (кроме истока, где окружающие вершины превышают тысячеметровую отметку). Впадает в реку Тумнин в 228 км от устья.
Питание реки смешанное, с преобладанием дождевого. Тип водного режима — дальневосточный: характерно невысокое продолжительное летнее половодье с паводками муссонного происхождения и низкий сток в другие времена года. Населённых пунктов на реке нет.
В нижнем течении реки производится лесозаготовка.

## Притоки реки[3]
- ручей Вершинный (лв)
- ручей Багульный (лв)
- река Эльга (иначе — Большая Чагома) (лв, впадает в 8,3 км от устья)
- ручей Верный (пр)
- ручей Бивачный (пр)
- ручей Ночной (лв)
- река Ивакан (лв)
- ручей Беличий (пр)
- река Кулачок (пр)
- ручей Хрустальный (лв)
- ручей Ароматный (пр)
- река Кунтекандя (пр, впадает в 19 км от устья)
- река Ахатыдяг (лв, впадает в 26 км от устья)
- река Дегдюр (лв, впадает в 28 км от устья)
- река Аргаскит (пр)
- река Авлан (лв, впадает в 30 км от устья)
- ручей Парный (пр)
- река Правая Сололи (пр, впадает в 40 км от устья)
- река Сололи (лв)
- река Олонде (лв, впадает в 45 км от устья)
- река Лаврентьева (пр, впадает в 47 км от устья, в водном реестре — река без названия)
- ручей Ветвистый (пр, впадает в 52 км от устья, в водном реестре — река без названия)
- ручей Незавидный (пр)
- ручей Ягодный (пр)
- ручей Глухой Лог (лв)
- ручей Звонкий Ключ (лв, впадает в 59 км от устья, в водном реестре — река без названия)
- ручей Маристый (пр)
- ручей Пологий (пр, впадает в 69 км от устья, в водном реестре — река без названия)
- ручей Безымянный (пр)
- ручей Озёрный (пр)
- река Чичамар 1-я (лв)
- ручей Игривый (лв)

## Данные водного реестра
По данным государственного водного реестра России относится к Амурскому бассейновому округу, водохозяйственный участок реки — пролива Невельского и бассейна Японского моря от мыса Лазарева до северной границы бассейна реки Самарга. Речной бассейн реки — бассейны рек Японского моря.
Код водного объекта в государственном водном реестре — 20040000112118200001373.